# Назначение наказания в уголовном праве России
Назначение наказания в уголовном праве России — закреплённый в Уголовном кодексе РФ уголовно-правовой институт, регламентирующий правила выбора конкретной меры наказания, применяемой к лицу, совершившему преступление, дающий указания относительно размеров и сроков избираемых наказаний.

## Общие начала назначения наказания в уголовном праве России
Общие начала назначения уголовного наказания — это правовые принципы, закрепляемые в уголовном законодательстве, определяющие механизм принятия решения судом при выборе конкретного вида и размера наказания, назначаемого лицу, совершившему преступление. Следование данным принципам позволяет назначить лицу справедливое наказание и обеспечивает достижение целей наказания.

### Понятие
Теоретиками было предложено достаточно большое количество определений понятия «общие начала назначения наказания», отличающихся нюансами.
Л. А. Прохоров определял их как «четко обозначенное в уголовном законе общее правило определения меры наказания, отвечающее объективным и субъективным признакам преступления, а также личности виновного».
Г. С. Гаверов понимал общие начала назначения наказания как установленные уголовным законом требования, которыми должен руководствоваться суд при назначении наказания.
В. П. Малков давал следующее определение: «сформулированные в действующем уголовном законодательстве отправные положения» или «предусмотренные законом правовые требования, которыми суд обязан руководствоваться при назначении наказания за каждое преступление».
М. И. Бажанов предлагал следующее толкование: «установленные законом критерии, которыми должен руководствоваться суд при назначении наказания по каждому конкретному уголовному делу».
М. А. Скрябин предлагал такое определение: «отправные требования уголовного закона о порядке и пределах назначения наказания, которыми обязан руководствоваться суд в каждом конкретном случае».
По мнению Н. М. Кропачева, общие начала надлежит связывать помимо наказания также с применением иных мер ответственности: «это система установленных уголовным законом общерегулятивных норм, которыми должны руководствоваться правоприменительные органы при определении справедливой меры ответственности по каждому конкретному уголовному делу».
Спорным является также вопрос о соотношении понятий «общие начала назначения наказания» и «принципы назначения наказания». Так, А. В. Наумов указывает, что «общие начала назначения
наказания — это и есть общие принципы назначения наказания, в которых законодательно зафиксированы критерии такого назначения». С другой стороны, В. И. Зубкова указывает: «Принципы по своему содержанию находят своё воплощение практически во всех нормах Общей части УК, а не только при назначении наказания. Общие же начала назначения наказания применяются в процессе определения виновному наказания».

### История
Вопрос о времени закрепления в российском уголовном законодательстве норм об общих началах назначения наказания является спорным. Некоторые авторы указывают, что такое понятие стало известно законодательству только с принятием Основ уголовного судопроизводства Союза ССР и союзных республик 1958 года. В. И. Зубкова отмечает, что описание общих требований или правил, касающихся назначения наказания, встречается ещё в дореволюционных работах П. И. Люблинского и других авторов, а законодательно развёрнутая характеристика данных принципов появилась в Руководящих началах по уголовному праву РСФСР 1919 года.
Свод законов уголовных 1832 года (ст. 105) указывает, что суды при назначении наказания должны следовать следующим правилам: 1) назначение наказания «по мере вины» и в размере, в котором оно определено в законе; 2) запрещение назначать наказание более меры содеянного; 3) рекомендация судьям быть более милостивыми, чем жестокими, памятуя, что судья сам есть человек. Также ст. 27 и 39 Свода запрещали при назначении наказания употреблять слова «навечно» (это касалось каторги и других видов лишения свободы), а также «нещадно» и «жестоко» (относительно телесных наказаний).
Следующей попыткой законодательно урегулировать правила определения меры наказания можно считать ст. 104 Уложения о наказаниях 1845 г. «Мера установленного законом за преступление или проступок наказания определяется 1) по мере большей или меньшей умышленности в содеянии преступления; 2) по мере большей или меньшей близости к совершению онаго, если преступление не вполне завершено; 3) по мере принятого подсудимых участия в содеянии преступления или в покушении на оное; 4) по особенным сопровождающим содеяние преступления или покушения на оное обстоятельствам, более или менее увеличивающим или уменьшающим вину преступника».
Уголовное уложение 1903 года таких положений не содержало, хотя и предусматривало правила усиления, смягчения и устранения наказания (отделы 7 и 8).
Руководящие начала по уголовному праву РСФСР 1919 года устанавливали, что «при определении меры воздействия на совершившего преступление суд оценивает степень и характер (свойство) опасности для общежития как самого преступника, так и совершенного им деяния. В этих целях суд, во-первых, не ограничиваясь изучением всей обстановки совершенного преступления, выясняет личность преступника, поскольку таковая выявилась в учинённом им деянии и его мотивах и поскольку возможно уяснить её на основании образа его жизни и прошлого, во-вторых, устанавливает, насколько само деяние в данных условиях времени и места нарушает основы общественной безопасности».
УК РСФСР 1922 года указывал, что «при определении меры наказания учитывается степень и характер опасности как самого преступника, так и совершенного им преступления. Для установления этого изучается обстановка совершенного преступления, выясняется личность преступника, поскольку таковая выразилась в учинённом им преступлении и его мотивах и поскольку возможно уяснить её на основании его образа жизни и прошлого, а также устанавливается, насколько само преступление в данных условиях времени и места нарушает основы общественной безопасности».
Статья 30 Основных начал уголовного законодательства СССР и союзных республик 1924 года указывала, что «при определении судом меры социальной защиты учитываются степень и характер опасности преступника и совершенного им преступления; личность преступника; мотивы преступления и то, насколько общественно опасно само преступление в данных условиях места и времени».
В УК РСФСР 1926 года основное значение придавалось объективным, а не субъективным признакам деяния: суд должен был учитывать указания Общей части Кодекса; пределы, установленные в статье Особенной части, предусматривающей данный вид преступления; своё социалистическое правосознание, исходя из учёта общественной опасности совершенного преступления, обстоятельств дела и личности совершившего преступление. Личность преступника, таким образом, ставится на последнее место.
Аналогично вопрос был решён УК РСФСР 1960 года: было закреплено, что «Суд назначает наказание в пределах, установленных статьей Особенной части настоящего Кодекса, предусматривающей ответственность за совершенное преступление, в точном соответствии с положениями Основ уголовного законодательства Союза ССР и союзных республик и Общей части настоящего Кодекса. При назначении наказания суд, руководствуясь социалистическим правосознанием, учитывает характер и степень общественной опасности совершенного преступления, личность виновного и обстоятельства дела, смягчающие и отягчающие ответственность». Основы уголовного законодательства 1991 года дополнили этот перечень мотивами содеянного, характером и размером причинённого вреда. Кроме этого ч. 2 ст. 41 Основ 1991 года устанавливала, что лицу, совершившему преступление, должно быть назначено справедливое наказание, необходимое и достаточное для его исправления и предупреждения новых преступлений, наказание в виде лишения свободы может быть назначено лишь при условии, что его цели не могут быть достигнуты иным, более мягким наказанием.

### В действующем законодательстве
Согласно ст. 60 УК РФ, лицу, признанному виновным в совершении преступления, назначается справедливое наказание в пределах, предусмотренных соответствующей статьей Особенной части УК РФ, и с учётом положений Общей части УК РФ.
Это означает, что суд должен правильно выбрать норму Особенной части УК РФ (статью, часть, пункт), подлежащую применению в конкретном случае, и строго руководствоваться её санкцией. Суд вправе выйти за пределы санкции лишь в строго установленных законом случаях: если имеются исключительные смягчающие обстоятельства (ст. 64 УК РФ), либо если лицом совершено несколько преступлений и общее наказание назначается по совокупности преступлений или совокупности приговоров (ст. 69 и 70 УК РФ). Кроме того, некоторые дополнительные наказания могут применяться, даже если они не указаны в санкции статьи Особенной части.
Правило о назначении наказания в пределах санкции статьи Особенной части диктует правоприменителю определённую логику принятия решения при назначении наказания, о которой пишет Н. С. Таганцев: «В простейшей своей форме этот выбор должен основываться на такой схеме: в тех случаях, когда деяние представляет обыкновенный, как бы нормальный тип данного рода преступлений, или где, хотя и существуют обстоятельства, отягчающие и ослабляющие виновность, но в равномерности, взаимно покрывая друг друга, там должна быть применяема и средняя мера назначенного в законе наказания; наличность или перевес обстоятельств, отягчающих вину, будет приближать ответственность к назначенному за данное деяние к высшему пределу наказания; наличность же или перевес обстоятельств, ослабляющих вину, — к его низшему пределу». «Нормальным» наказанием при этом следует считать медиану высшего и низшего предела санкции статьи Особенной части, а также мер назначения, применяемых на практике за подобные деяния.
В числе норм Общей части УК, которые должны учитываться при назначении наказания, входят как нормы, касающиеся самой возможности привлечения лица к уголовной ответственности и применения к нему наказания, так и нормы, непосредственно устанавливающие правила и пределы назначения наказания: например, положения главы 14 УК (ст. 87-96), устанавливающей особенности уголовной ответственности и наказания несовершеннолетних, нормы о соучастии, рецидиве и др.
Более строгий вид наказания из числа предусмотренных за совершенное преступление назначается только в случае, если менее строгий вид наказания не сможет обеспечить достижение целей наказания.
При назначении наказания учитываются характер и степень общественной опасности преступления и личность виновного, в том числе обстоятельства, смягчающие и отягчающие наказание, а также влияние назначенного наказания на исправление осужденного и на условия жизни его семьи.
Характер общественной опасности преступления определяется в соответствии с законом с учётом объекта посягательства, формы вины и категории преступления (статья 15 УК РФ). Должно быть выяснено, какого рода последствия причинило преступление, какие охраняемые законом права, блага и интересы поставило под угрозу, размер причинённого вреда, форма вины, мотив и цель, способ совершения преступления (в том числе одиночный или групповой, а также использование служебного положения), всех ли желаемых результатов достиг преступник, какова была его роль в преступлении (при соучастии).
Подлежащие учёту характеристики личности виновного можно разделить на четыре группы:
- Относящиеся к моменту совершения преступления и характеризующие субъективное отношение виновного к совершённому преступному деянию и его последствиям: форма и вид вины, мотивы, цели, эмоциональное состояние лица.
- Сведения о предпреступном поведении виновного лица: поведение осуждённого в ходе осуществления трудовой деятельности, в быту и при прохождении учёбы, наличие предыдущих случаев нарушения законодательства, совершения аморальных проступков, наличие судимости и прочие данные, свидетельствующие об отношении лица к обществу и закону. В основном они устанавливаются на основании документов, полученных по месту работы, учёбы или месту жительства. Они определяют, было ли преступление совершено случайно или совершение его стало ожидаемым результатом предыдущей деятельности лица.
- Сведения о постпреступном поведении лица: наличие или отсутствие явки с повинной, активное способствование раскрытию преступления, добровольное возмещение вреда и др.
- Чисто личные характеристики, существующие на момент назначения наказания, учёт которых связан с требованиями гуманности и реальной исполнимости наказания: наличие инвалидности и прочие данные о состоянии здоровья, беременность, наличие или отсутствие семьи и прочее.

Всё это позволяет выбрать наказание, которое оптимальным образом будет воздействовать на
преступника, способствуя его ресоциализации.
Спорным является вопрос о возможности учёта при назначении наказания любых обстоятельств, отрицательно характеризующих личность виновного. Одни авторы говорят, что учёту подлежат лишь те обстоятельства, негативно характеризующие личность, которые прямо связаны с совершённым деянием. Связывается это с тем, что перечень отягчающих обстоятельств в УК РФ является закрытым и учёт любых обстоятельств приводил бы к тому, что правило о его закрытости оказалось бы недействующим. Другие же авторы говорят о возможности учитывать любые обстоятельства, характеризующие личность.
Наказание может оказывать положительное или отрицательное влияние на условия жизни семьи осуждённого. Если на иждивении осуждённого находятся другие члены семьи, ему может быть назначено менее строгое наказание (например, не связанное с лишением свободы), если же он негативно воздействует на других членов семьи, напротив, суд может применить реальное лишение свободы. Судом учитываются не только официально зарегистрированные, но и фактические семейные отношения, не регламентированные Семейным кодексом РФ.

## Обстоятельства, отягчающие наказание
Отягчающие обстоятельства — это юридические факты и состояния, которые требуют назначить виновному более строгое наказание ввиду того, что они отрицательно характеризуют его личность, либо увеличивают степень общественной опасности деяния.
Отягчающие обстоятельства могут быть специфичными для конкретного деяния (квалифицирующие признаки состава преступления) или закрепляться в общей части уголовного законодательства и применяться ко всем преступлениям.
Назначение наказания с учётом отягчающих обстоятельств позволяет его индивидуализировать и тем самым является одной из гарантий назначения справедливого наказания.
Согласно ст. 63 УК РФ, отягчающими наказание обстоятельствами признаются:
- Рецидив преступлений: совершение умышленного преступления лицом, осуждённым за умышленное преступление, при условии, что судимость не снята и не погашена (ст. 18 УК РФ).
- Наступление тяжких последствий в результате совершения преступления. Отнесение последствий к тяжким производится на усмотрение суда с учётом всех обстоятельств дела. Обычно к тяжким относятся такие последствия, как смерть человека или большого числа людей, причинение вреда здоровью, значительного материального ущерба и т. д.[15] Данные последствия должны находиться в причинной связи с преступным деянием. Во внимание могут приниматься не только непосредственные, но и достаточно отдалённые от деяния последствия, если возможность их наступления осознавалась виновным (например, невозможность осуществления предприятием деятельности из-за хищения, самоубийство потерпевшего при клевете и т. д.). В законе не говорится о том, что отношение к последствиям обязательно должно быть умышленным; следовательно, тяжкие последствия могут быть причинены и по неосторожности[16]. Угроза наступления тяжких последствий не образует данного обстоятельства.
- Совершение преступления в составе группы лиц, группы лиц по предварительному сговору, организованной группы или преступного сообщества (преступной организации). Групповой способ совершения деяния увеличивает вероятность наступления более серьёзных последствий.
- Особо активная роль в совершении преступления. Чаще всего особо активной признают роль организатора или основного исполнителя преступления, совершённого в соучастии[15].
- Привлечение к совершению преступления лиц, которые страдают тяжелыми психическими расстройствами либо находятся в состоянии опьянения, а также лиц, не достигших возраста, с которого наступает уголовная ответственность. В данном пункте объединены два обстоятельства, имеющих несколько различную природу. В одном случае (психические расстройства и недостижение возраста) для совершения преступления используются лица, не подлежащие ответственности, и имеет место опосредованное исполнение преступления. При этом использование для совершения преступления лиц, не достигших возраста уголовной ответственности, рассматривается ещё и как самостоятельное преступление (ст. 150 УК РФ). Во втором случае (опьянение) ответственности будет подлежать и непосредственно лицо, исполнившее преступление. Объединяет эти две ситуации то, что и в первом, и во втором случае облегчается склонение другого лица к совершению преступления, а использование таких лиц говорит о стремлении избежать ответственности[17].
- Совершение преступления по мотивам политической, идеологической, расовой, национальной или религиозной ненависти или вражды либо по мотивам ненависти или вражды в отношении какой-либо социальной группы (экстремистские мотивы).
- Совершение преступления из мести за правомерные действия других лиц, а также с целью скрыть другое преступление или облегчить его совершение.
- Совершение преступления в отношении лица или его близких в связи с осуществлением данным лицом служебной деятельности или выполнением общественного долга. Под осуществлением служебной деятельности следует понимать действия лица, входящие в круг его обязанностей, вытекающих из трудового договора (контракта) с любыми предприятиями, организациями и индивидуальными предпринимателями, деятельность которых не противоречит действующему законодательству, а под выполнением общественного долга — осуществление гражданином как специально возложенных на него обязанностей в интересах общества или законных интересах отдельных лиц, так и совершение других общественно полезных действий (пресечение правонарушений, сообщение органам власти о совершенном или готовящемся преступлении либо о местонахождении лица, разыскиваемого в связи с совершением им правонарушений, дача свидетелем или потерпевшим показаний, изобличающих лицо в совершении преступления, и др.). К близким потерпевшему лицам, наряду с близкими родственниками, могут относиться иные лица, состоящие с ним в родстве, свойстве (родственники супруга), а также любые другие лица, жизнь, здоровье и благополучие которых заведомо для виновного дороги потерпевшему в силу сложившихся личных отношений. Связь преступления с осуществлением служебной деятельности или выполнением общественного долга может выражаться в мести за такие действия, либо в совершении преступления с целью воспрепятствовать их осуществлению.
- Совершение преступления в отношении женщины, заведомо для виновного находящейся в состоянии беременности, а также в отношении малолетнего, другого беззащитного или беспомощного лица либо лица, находящегося в зависимости от виновного. Виновный должен достоверно знать о факте беременности, о возрасте или состоянии потерпевшего лица. Малолетними признаются лица, не достигшие 14-летнего возраста, престарелыми — лица пенсионного возраста[18]. Беспомощным является лицо, неспособное в силу физического или психического состояния защитить себя, оказать активное сопротивление виновному. Усиление ответственности в данном случае связано с тем, что совершение преступления в отношении данных категорий лиц говорит о крайней степени ожесточения и безнравственности преступника. Кроме того, посягательство, совершённое в отношении беременной женщины, представляет угрозу не только для неё самой, но и для неродившегося ребёнка.
- Совершение преступления с особой жестокостью, садизмом, издевательством, а также мучениями для потерпевшего. Под особой жестокостью понимается применение пытки, истязание или глумление над жертвой, совершение преступления способом, который заведомо для виновного связан с причинением потерпевшему особых страданий. Особая жестокость может выражаться в совершении преступления в присутствии близких потерпевшему лиц, когда виновный сознавал, что своими действиями причиняет им особые страдания. Такой способ совершения преступления крайне отрицательно характеризует личность виновного, говоря о его беспощадности и безжалостности[19]. Садизм — это стремление причинять страдания, связанное с получением удовлетворения (в том числе полового) от этого[19]. При издевательстве потерпевшему причиняются психические страдания, унижается его честь и достоинство. Мучения связаны с длительным причинением страданий, например, путём лишения еды и воды, оставления на морозе в лёгкой одежде и т. д.
- Совершение преступления с использованием оружия, боевых припасов, взрывчатых веществ, взрывных или имитирующих их устройств, специально изготовленных технических средств, наркотических средств, психотропных, сильнодействующих, ядовитых и радиоактивных веществ, лекарственных и иных химико-фармакологических препаратов, а также с применением физического или психического принуждения. Оружие — это устройства и предметы, конструктивно предназначенные для поражения живой или иной цели, подачи сигналов и не имеющие бытового применения. Боевые припасы — это предметы вооружения и метаемое снаряжение, предназначенные для поражения цели и содержащие разрывной, метательный, пиротехнический или вышибной заряды либо их сочетание (патроны к оружию, снаряды и т. д.). Взрывчатые вещества — химические вещества или смеси, способные при определённых условиях под влиянием внешних воздействий к быстрому самораспространяющемуся химическому превращению (взрыву) с выделением большого количества тепла и газообразных продуктов[20]. Взрывное устройство — изделие промышленного или самодельного изготовления, предназначенное и способное к взрыву при определённых условиях[20]. Указанные предметы должны использоваться в ходе посягательства по своему прямому назначению. Простое обладание ими не образует данного обстоятельства. Технические средства должны являться специально приспособленными для совершения данного преступления.
- Совершение преступления в условиях чрезвычайного положения, стихийного или иного общественного бедствия, а также при массовых беспорядках. Чрезвычайное положение — вводимый в соответствии с Конституцией Российской Федерации и ФКЗ «О чрезвычайном положении» на всей территории Российской Федерации или в её отдельных местностях особый правовой режим деятельности органов государственной власти, органов местного самоуправления, организаций независимо от организационно-правовых форм и форм собственности, их должностных лиц, общественных объединений, допускающий отдельные ограничения прав и свобод граждан Российской Федерации, иностранных граждан, лиц без гражданства, прав организаций и общественных объединений, а также возложение на них дополнительных обязанностей. Оно может вводиться при попытке насильственного изменения конституционного строя Российской Федерации, захвата или присвоения власти, вооружённого мятежа, массовых беспорядков, террористических актов, блокирования или захвата особо важных объектов или отдельных местностей, подготовки и деятельности незаконных вооружённых формирований, межнациональных, межконфессиональных и региональных конфликтах, сопровождающихся насильственными действиями, создающими непосредственную угрозу жизни и безопасности граждан, нормальной деятельности органов государственной власти и органов местного самоуправления, а также при чрезвычайных ситуациях природного и техногенного характера, чрезвычайных экологических ситуациях, в том числе эпидемиях и эпизоотиях, возникших в результате аварий, опасных природных явлений, катастроф, стихийных и иных бедствий, повлекших (могущих повлечь) человеческие жертвы, нанесение ущерба здоровью людей и окружающей природной среде, значительные материальные потери и нарушение условий жизнедеятельности населения и требующих проведения масштабных аварийно-спасательных и других неотложных работ. Стихийное бедствие представляет собой природное или природно-антропогенное явление, создающее угрозу для жизни большого числа людей или причинения значительного материального или экологического ущерба[21]. Общественное бедствие отличается от стихийного строго антропогенным характером возникновения. Массовые беспорядки — это грубое нарушение общественного порядка, сопровождающееся причинением насилия к гражданам, погромами, поджогами, уничтожением имущества, применением огнестрельного оружия, взрывчатых веществ или взрывных устройств, а также оказанием вооружённого сопротивления представителю власти.
- Совершение преступления с использованием доверия, оказанного виновному в силу его служебного положения или договора. Под доверием понимается «убежденность в чьей-либо добросовестности, искренности, честности, порядочности и основанное на этом отношение к кому-либо»[16].
- Совершение преступления с использованием форменной одежды или документов представителя власти. Представителем власти признается должностное лицо правоохранительного или контролирующего органа, а также иное должностное лицо, наделенное в установленном законом порядке распорядительными полномочиями в отношении лиц, не находящихся от него в служебной зависимости (ст. 318 УК РФ). Данное обстоятельство может иметь место и в случае использования поддельных документов представителя власти[16]. Использование этих предметов не только может облегчить совершение преступления, но и дискредитирует органы власти.
- Совершение умышленного преступления сотрудником органа внутренних дел.
- Совершение преступления в отношении несовершеннолетнего (несовершеннолетней) родителем или иным лицом, на которое законом возложены обязанности по воспитанию несовершеннолетнего (несовершеннолетней), а равно педагогическим работником или другим работником образовательной организации, медицинской организации, организации, оказывающей социальные услуги, либо иной организации, обязанным осуществлять надзор за несовершеннолетним (несовершеннолетней).
- Совершение преступления в целях пропаганды, оправдания и поддержки терроризма.

В первоначальной редакции УК РФ, в отличие от УК РСФСР 1960 года, совершение лицом преступления в состоянии опьянения, вызванном употреблением алкоголя, наркотических средств, психотропных или других одурманивающих веществ ни в каких случаях не могло признаваться отягчающим. Однако в 2009 году оно было включено в состав ст. 264 УК РФ «Нарушение правил дорожного движения и эксплуатации транспортных средств» в качестве квалифицирующего признака. С 1 ноября 2013 года (после вступления в силу Федерального закона от 21.10.2013 № 270-ФЗ) оно вновь может быть признано отягчающим ответственность, если суд, рассматривающий дело, сочтёт это необходимым (с учётом характера и степени общественной опасности деяния, обстоятельств его совершения и личности виновного).
Если отягчающее обстоятельство предусмотрено соответствующей статьей Особенной части настоящего Кодекса в качестве признака преступления, оно само по себе не может повторно учитываться при назначении наказания. Например, в случае умышленного причинения тяжкого вреда здоровью потерпевшего с использованием взрывчатых веществ, квалифицированного по пункту «в» ч. 2 ст. 111 УК РФ по признаку совершения преступления общеопасным способом, суд не вправе учитывать указанный способ также в качестве отягчающего наказание обстоятельства, предусмотренного пунктом «к» ч. 1 ст. 63 УК РФ.
Перечень отягчающих обстоятельств является исчерпывающим. Не считается отягчающим ответственность обстоятельством непризнание вины лица.
При назначении наказания лицу, признанному вердиктом присяжных заседателей виновным в совершении преступления, но заслуживающим снисхождения, обстоятельства, отягчающие наказание, не учитываются.

### Назначение наказания при соучастии
При назначении наказания за преступление, совершенное в соучастии, учитываются характер и степень фактического участия лица в его совершении, значение этого участия для достижения цели преступления, его влияние на характер и размер причиненного или возможного вреда.
Самыми опасными соучастниками считаются организатор и исполнитель, менее опасными являются действия пособника.
Смягчающие или отягчающие обстоятельства, относящиеся к личности одного из соучастников, учитываются при назначении наказания только этому соучастнику.

### Назначение наказания при рецидиве преступлений
При назначении наказания при рецидиве, опасном рецидиве или особо опасном рецидиве преступлений учитываются характер и степень общественной опасности ранее совершенных преступлений, обстоятельства, в силу которых исправительное воздействие предыдущего наказания оказалось недостаточным, а также характер и степень общественной опасности вновь совершенных преступлений.
Необходимо установить характер связи между предшествующим и текущим преступным поведением, который будет зависеть от разрыва во времени между преступлениями, характера самих преступлений (однородного или разнородного) и т. д.
Во-вторых, необходимо соотнесение характера вновь содеянного с характером ранее содеянного: каков разрыв во времени между моментом освобождения от наказания и совершением нового преступления, однородны или разнородны прежнее и новое деяния и т.д
Срок наказания при любом виде рецидива преступлений не может быть менее одной третьей части максимального срока наиболее строгого вида наказания, предусмотренного за совершенное преступление, но в пределах санкции соответствующей статьи Особенной части УК РФ.
Если преступление является неоконченным, то минимальный размер наказания исчисляется исходя из верхней границы, устанавливаемой в соответствии со ст. 66 УК РФ.
При любом виде рецидива преступлений, если судом установлены смягчающие обстоятельства, срок наказания может быть назначен менее одной третьей части максимального срока наиболее строгого вида наказания, предусмотренного за совершенное преступление, но в пределах санкции соответствующей статьи Особенной части УК, а при наличии исключительных смягчающих обстоятельств может быть назначено более мягкое наказание, чем предусмотрено за данное преступление.

## Обстоятельства, смягчающие наказание
Смягчающие обстоятельства — это юридические факты и состояния, которые позволяют назначить виновному менее строгое наказание ввиду того, что они положительно характеризуют его личность, либо уменьшают степень общественной опасности деяния.
Смягчающие обстоятельства могут быть специфичными для конкретного деяния (привилегирующие признаки состава преступления) или закрепляться в общей части уголовного законодательства и применяться ко всем преступлениям.
Назначение наказания с учётом смягчающих обстоятельств позволяет его индивидуализировать и тем самым является одной из гарантий назначения справедливого наказания.
Согласно Уголовному кодексу РФ 1996 года, смягчающими обстоятельствами признаются:
- Совершение впервые преступления небольшой или средней тяжести (умышленные преступления, за которые максимальное наказание за которое не превышает 5 лет лишения свободы и все неосторожные преступления) вследствие случайного стечения обстоятельств. Преступление считается совершённым впервые, даже если ранее лицо совершало какое-либо преступление, однако за него истёк срок давности, лицо было освобождено от уголовной ответственности, либо судимость была снята или погашена[23]. Случайный или неслучайный характер преступления оценивается судом; обычно случайным считается преступление, совершённое без заранее обдуманного умысла лицом, которое в целом до этого вело себя законопослушно[7].
- Несовершеннолетие виновного. Основанием введения данного обстоятельства является социальная незрелость несовершеннолетнего, не позволяющая в полной мере осознавать недопустимый характер преступного поведения, а также большую подверженность несовершеннолетних как негативному влиянию со стороны других лиц, так и исправительному воздействию[23]. Некоторые авторы вносят предложения о том, что данное обстоятельство должно учитываться лишь если совершённое преступление относится к категории небольшой или средней тяжести[24].
- Беременность. Закрепление данного обстоятельства, с одной стороны, учитывает психические и физиологические изменения в организме беременной женщины (связанные с её повышенной чувствительностью, увеличенной раздражительностью и т. д.), а с другой стороны, направлено на достижение таких целей, как охрана здоровья матери и ребёнка, его нормального внутриутробного развития и рождения[23]. Данное обстоятельство учитывается, если беременность имелась на момент совершения преступления[24].
- Наличие малолетних (до 14 лет) детей у виновного. В большинстве случаев применение строгих мер наказания к виновному в такой ситуации негативно скажется на интересах воспитания, физического и нравственного развития его детей[23]. Данное обстоятельство учитывается независимо от пола виновного. Виновный должен принимать участие в воспитании детей, обеспечивать их материально; не применяется данное обстоятельство в случаях, когда лицо лишено родительских прав, не выполняет обязанностей, связанных с наличием детей, либо совершает в отношении детей противоправные действия[7].
- Совершение преступления в силу стечения тяжелых жизненных обстоятельств либо по мотиву сострадания. Тяжёлые обстоятельства могут носить различный характер: существенное ухудшение материального положения, смерть близких лиц и родственников, потеря работы и т. д. Мотив сострадания имеет место, например, при убийстве неизлечимо больного лица (эвтаназия)[25]. Данные обстоятельства должны носить объективный характер, субъективно восприниматься виновным как тяжёлые, и быть существенным образом связанными с совершением преступления[16]. Как правило, совершение преступления в силу таких обстоятельств свидетельствует о том, что личность виновного не имеет выраженной антисоциальной направленности[7]. В случае, если тяжёлые жизненные обстоятельства возникли в силу противоправного или аморального поведения самого виновного лица, возможность применения данного обстоятельства считается спорной[26].
- Совершение преступления в результате физического или психического принуждения либо в силу материальной, служебной или иной зависимости. В данном случае отсутствуют признаки физического или психического принуждения как обстоятельства, исключающего преступность деяния. Использование материальной зависимости предполагает, что преступление совершается под угрозой лишения лица источников дохода или иных материальных благ (например, жилплощади). Использование служебной зависимости связано с реализацией в отношении лица управленческих полномочий на основании трудового и иного законодательства. Иная зависимость может возникать, например, между преподавателем вуза и студентом, участником уголовного процесса и следователем и т. д.[25]
- Совершение преступления при нарушении условий правомерности необходимой обороны, задержания лица, совершившего преступление, крайней необходимости, обоснованного риска, исполнения приказа или распоряжения. Данным обстоятельством охватывается как превышение пределов допустимого вреда (если оно не предусмотрено в качестве самостоятельного состава преступления), так и иное нарушение условий правомерности указанных обстоятельств (например, связанное с несвоевременным причинением вреда)[25].
- Противоправность или аморальность поведения потерпевшего, явившегося поводом для преступления. Противоправным является поведение, нарушающие нормы любой отрасли права (уголовного, административного, гражданского, трудового и др.). Аморальное поведение, хотя и не является противоправным, противоречит общепринятым в обществе нравственным нормам и правилам. В данной ситуации можно говорить, что часть «вины» в совершении преступления лежит на потерпевшем[25].
- Явка с повинной, активное способствование раскрытию и расследованию преступления, изобличению и уголовному преследованию других соучастников преступления, розыску имущества, добытого в результате преступления. Явка с повинной — это добровольное сообщение лица органам, правомочным осуществлять уголовное преследование, о совершённом преступлении. При этом не имеет значения, имелись ли у правоохранительных органов сведения о совершённом преступлении, а также мотивы явки, если она была добровольной. Такое постпреступное поведение лица однозначно свидетельствует о существенно уменьшенной степени общественной опасности его личности[27].
- Оказание медицинской и иной помощи потерпевшему непосредственно после совершения преступления, добровольное возмещение имущественного ущерба и морального вреда, причиненных в результате преступления, иные действия, направленные на заглаживание вреда, причиненного потерпевшему. Такое поведение представляет собой разновидность деятельного раскаяния.

При назначении наказания могут учитываться в качестве смягчающих и иные обстоятельства. Обычно суды рассматривают как смягчающие плохое состояние здоровья виновного, в том числе наличие инвалидности, престарелый возраст, активное участие в общественно-полезных мероприятиях, наличие государственных и иных наград, наличие на иждивении нетрудоспособных родственников, положительные характеристики, полученные с мест военной службы, работы и учёбы, неопытность в работе, умственная отсталость и т. п..
Если смягчающее обстоятельство предусмотрено статьей Особенной части УК в качестве признака преступления, оно само по себе не может повторно учитываться при назначении наказания. Например, превышение пределов необходимой обороны при убийстве или причинении тяжкого вреда здоровью рассматривается не как смягчающее обстоятельство, а как привилегирующий признак состава преступления.
Для отдельных смягчающих обстоятельств устанавливаются особые правила назначения наказания. Если виновным совершены явка с повинной, активное способствование раскрытию и расследованию преступления, изобличению и уголовному преследованию других соучастников преступления, розыску имущества, добытого в результате преступления, и (или) оказана медицинская и иная помощь потерпевшему непосредственно после совершения преступления, добровольное возмещены имущественный ущерб и моральный вред, причиненные в результате преступления, а также совершены иные действия, направленные на заглаживание вреда, причиненного потерпевшему, а также если отсутствуют отягчающие обстоятельства, срок или размер наказания не может превышать ⅔ максимального срока или размера наиболее строгого вида наказания, предусмотренного статьей Особенной части УК. Эти положения не применяются, если санкцией статьи Особенной части предусмотрены пожизненное лишение свободы или смертная казнь.
В случае заключения досудебного соглашения о сотрудничестве при наличии явки с повинной, активного способствования раскрытию и расследованию преступления, изобличению и уголовному преследованию других соучастников преступления, розыску имущества, добытого в результате преступления, и отсутствии отягчающих обстоятельств срок или размер наказания не могут превышать половины максимального срока или размера наиболее строгого вида наказания, предусмотренного статьей Особенной части УК. Если санкцией статьи Особенной части предусмотрены пожизненное лишение свободы или смертная казнь, эти виды наказания не применяются. При этом срок или размер наказания не могут превышать двух третей максимального срока или размера наиболее строгого вида наказания в виде лишения свободы, предусмотренного соответствующей статьей.
Если уголовное дело рассматривалось в особом порядке (гл. 40 УПК РФ), срок или размер наказания также не могут превышать двух третей максимального срока или размера наиболее строгого вида наказания, предусмотренного за совершённое преступление.
Аналогичные правила применяются в случае, когда дознание в соответствии с гл. 32.1 УПК РФ осуществляется в сокращённой форме, которая также предполагает признание подозреваемым своей вины, характера и размера причиненного преступлением вреда, а также согласие с правовой оценкой деяния, приведенной в постановлении о возбуждении уголовного дела. В этом случае назначенное наказание не может превышать одну вторую максимального срока или размера наиболее строгого вида наказания, предусмотренного за совершенное преступление
При наличии исключительных обстоятельств, связанных с целями и мотивами преступления, ролью виновного, его поведением во время или после совершения преступления, и других обстоятельств, существенно уменьшающих степень общественной опасности преступления, а равно при активном содействии участника группового преступления раскрытию этого преступления наказание может быть назначено ниже низшего предела, предусмотренного статьей Особенной части УК (вплоть до минимального срока или размера, предусмотренного для данного наказания). Суд также может назначить более мягкий вид наказания, чем предусмотрен этой статьей, или не применить дополнительный вид наказания, предусмотренный в качестве обязательного. Исключительными могут быть признаны как отдельные смягчающие обстоятельства, так и совокупность таких обстоятельств; данные обстоятельства могут быть как включёнными в перечень смягчающих обстоятельств, предусмотренный законом, так и не входить в него.
В решении Верховного Суда РФ по одному из дел исключительными были признаны следующие обстоятельства: наличие у женщины, осуждённой за убийство мужа после пропажи денег, которые он взял для покупки спиртного, четырёх детей (из них двое малолетние), тяжёлое материальное положение семьи в связи с пьянством мужа, насилие и издевательство со стороны мужа, раскаяние в содеянном.
Предполагается, что в таком случае цели и мотивы виновного не имеют низменного содержания, либо роль лица в совершении преступления, его вклад в общий преступный результат были незначительными. Как правило, исключительными признаются обстоятельства, связанные с совершением преступления под воздействием отрицательного поведения потерпевшего, по мотиву сострадания или в связи со стечением тяжёлых жизненных обстоятельств, а также связанные с положительным постпреступным поведением лица.
Вопреки мнению некоторых авторов, при применении данной уголовно-правовой нормы не меняется категория преступления: так, если исходное преступление являлось особо тяжким, суд не может назначать наказание из того, что оно является тяжким. В то же время, учитываются новые пределы санкций, если преступление является неоконченным: так, при особом смягчении наказания за покушение на преступление максимальное наказание не может превышать трёх четвертей от трёх четвертей максимального срока, предусмотренного статьёй Особенной части УК РФ, итого 56,25 % от максимального срока, предусмотренного законом.
Данные правила смягчения наказания не могут применяться к лицам, виновным в совершении преступлений террористического характера, предусмотренных статьями 205, 205.1, 205.2, 205.3, 205.4, 205.5, частями 3 и 4 статьи 206, частью 4 статьи 211 УК РФ, либо виновным в совершении сопряженных с осуществлением террористической деятельности преступлений, предусмотренных статьями 277, 278, 279 и 360 УК РФ.

## Специальные правила назначения наказания
Уголовным законодательством могут предусматриваться особые ситуации, когда наказание назначается с учётом специальных правил.

### Назначение наказания в случае нарушения досудебного соглашения о сотрудничестве
В случае если установлено, что лицом, заключившим досудебное соглашение о сотрудничестве, были предоставлены ложные сведения или сокрыты от следователя либо прокурора какие-либо иные существенные обстоятельства совершения преступления, суд назначает ему наказание в общем порядке без применения нормы о чрезвычайном смягчении наказания.

### Назначение наказания при вердикте присяжных заседателей о снисхождении
Данная норма является новой для российского уголовного права. До 1997 года соответствующие отношения регулировались ст. 460 УПК РСФСР 1960 года «Последствия признания подсудимого заслуживающим снисхождения или особого снисхождения».
Срок или размер наказания лицу, признанному присяжными заседателями виновным в совершении преступления, но заслуживающим снисхождения, не может превышать двух третей максимального срока или размера наиболее строгого вида наказания, предусмотренного за совершенное преступление. То же касается дополнительного наказания, если оно предусмотрено законом в качестве обязательного. Менее строгие виды наказания могут быть назначены в полном размере. Если совершено приготовление к преступлению или покушение на него, сперва применяются правила об обязательном смягчении наказания за приготовление или покушение.
Если соответствующей статьей Особенной части УК РФ предусмотрены смертная казнь или пожизненное лишение свободы, эти виды наказаний не применяются, а наказание назначается в пределах санкции статьи.
На назначение наказаний, не имеющих срока или размера (например, лишение специального, воинского или почётного звания, классного чина и государственных наград) вердикт присяжных о снисхождении не влияет.
При назначении наказания лицу, признанному вердиктом присяжных заседателей виновным в совершении преступления, но заслуживающим снисхождения, обстоятельства, отягчающие наказание, не учитываются.

### Назначение наказания за неоконченное преступление
При назначении наказания за неоконченное преступление учитываются обстоятельства, в силу которых преступление не было доведено до конца.
До принятия УК РФ 1996 года суды были вправе назначить за неоконченное преступление наказание в полной мере, хотя обычно оно смягчалось. В настоящее время установлены правила обязательного смягчения наказания за неоконченное преступление.
Срок или размер наказания за приготовление к преступлению не может превышать половины максимального срока или размера наиболее строгого вида наказания, предусмотренного соответствующей статьей Особенной части настоящего Кодекса за оконченное преступление.
Срок или размер наказания за покушение на преступление не может превышать трёх четвертей максимального срока или размера наиболее строгого вида наказания, предусмотренного соответствующей статьей Особенной части настоящего Кодекса за оконченное преступление.
Смертная казнь и пожизненное лишение свободы за приготовление к преступлению и покушение на преступление не назначаются.

### Назначение наказания по совокупности преступлений
Совокупность преступлений имеет место, когда лицо до осуждения совершает несколько преступлений, ни за одно из которых не было привлечено к уголовной ответственности. При совокупности преступлений наказание назначается отдельно за каждое совершенное преступление. Не включаются в совокупность преступления, за которые лицо было освобождено от уголовной ответственности в соответствии со ст. 75-78 УК РФ, по амнистии (ст. 84 УК РФ), либо в результате помилования (ст. 85 УК).
Если все преступления, совершенные по совокупности, являются преступлениями небольшой и средней тяжести, либо приготовлением к тяжкому или особо тяжкому преступлению, либо покушением на тяжкое или особо тяжкое преступление, то окончательное наказание назначается путём поглощения менее строгого наказания более строгим либо путём частичного или полного сложения назначенных наказаний. При этом окончательное наказание не может превышать более чем наполовину максимальный срок или размер наказания, предусмотренного за наиболее тяжкое из совершенных преступлений.
Специалистами отмечается более низкая эффективность применения поглощения наказаний по сравнению с их сложением: в этом случае повышается вероятность повторного совершения преступления после отбытия наказания.
Если хотя бы одно из преступлений, совершенных по совокупности, является тяжким или особо тяжким преступлением, то окончательное наказание назначается путём частичного или полного сложения наказаний. При этом окончательное наказание в виде лишения свободы не может превышать более чем наполовину максимальный срок наказания в виде лишения свободы, предусмотренный за наиболее тяжкое из совершенных преступлений.
Окончательное наказание в виде лишения свободы по совокупности преступлений не может превышать 25 лет (по преступлениям террористического характера, перечисленным в ч. 5 ст. 56 УК РФ — 30 лет).
При совокупности преступлений к основным видам наказаний могут быть присоединены дополнительные виды наказаний. Окончательное дополнительное наказание при частичном или полном сложении наказаний не может превышать максимального срока или размера, предусмотренного для данного вида наказания Общей частью УК РФ. В случае, если за разные преступления назначены различные дополнительные наказания, они исполняются самостоятельно.
Не подлежат суммированию размеры удержаний в бюджет государства, устанавливаемые для наказаний в виде исправительных работ и ограничения по военной службе.
По тем же правилам назначается наказание, если после вынесения судом приговора по делу будет установлено, что осужденный виновен ещё и в другом преступлении, совершенном им до вынесения приговора суда по первому делу. В этом случае в окончательное наказание засчитывается наказание, отбытое по первому приговору суда.

### Назначение наказания по совокупности приговоров
Правила назначения наказаний по совокупности приговоров используются, когда осуждённый уже после того, как был вынесен приговор по одному преступлению, совершает новое преступление. Если лицо после вынесения приговора по одному преступлению совершает несколько новых преступлений, сначала определяется наказание за новые преступления (по правилам о совокупности преступлений), а потом назначается общее наказание по совокупности приговоров.
При назначении наказания по совокупности приговоров к наказанию, назначенному по последнему приговору суда, частично или полностью присоединяется неотбытая часть наказания по предыдущему приговору суда. Неотбытой частью наказания считается:
- Весь срок условного наказания, которое было назначено по предыдущему приговору.
- Весь срок наказания, исполнение которого было отсрочено в соответствии со ст. 82.
- Весь неотбытый срок реально исполнявшегося наказания.
- Весь срок наказания, от отбывания которого лицо было условно-досрочно освобождено.

Окончательное наказание по совокупности приговоров в случае, если оно менее строгое, чем лишение свободы, не может превышать максимального срока или размера, предусмотренного для данного вида наказания Общей частью УК РФ.
Окончательное наказание в виде лишения свободы по совокупности приговоров не может превышать тридцати лет (по преступлениям террористического характера, перечисленным в ч. 5 ст. 56 УК РФ — 35 лет).
Окончательное наказание по совокупности приговоров должно быть больше как наказания, назначенного за вновь совершенное преступление, так и неотбытой части наказания по предыдущему приговору суда.
Присоединение дополнительных видов наказаний при назначении наказания по совокупности приговоров производится по правилам, аналогичным совокупности преступлений.

### Исчисление сроков наказаний и зачет наказания
Сроки лишения права занимать определённые должности или заниматься определённой деятельностью, исправительных работ, ограничения по военной службе, ограничения свободы, принудительных работ, ареста, содержания в дисциплинарной воинской части, лишения свободы исчисляются в месяцах и годах, а обязательных работ — в часах.
При частичном или полном сложении наказаний по совокупности преступлений и совокупности приговоров одному дню лишения свободы соответствуют:
- один день принудительных работ, ареста или содержания в дисциплинарной воинской части;
- два дня ограничения свободы;
- три дня исправительных работ или ограничения по военной службе;
- восемь часов обязательных работ.

Штраф либо лишение права занимать определённые должности или заниматься определённой деятельностью, лишение специального, воинского или почётного звания, классного чина и государственных наград при сложении их с ограничением свободы, арестом, содержанием в дисциплинарной воинской части, лишением свободы исполняются самостоятельно.
При замене наказания или сложении наказаний, для которых возможна конверсия в лишение свободы, а также при зачете наказания сроки наказаний могут исчисляться в днях. При этом двести сорок часов обязательных работ соответствуют одному месяцу лишения свободы или принудительных работ, двум месяцам ограничения свободы, трем месяцам исправительных работ или ограничения по военной службе.
Время содержания лица под стражей до судебного разбирательства засчитывается в сроки лишения свободы, принудительных работ, содержания в дисциплинарной воинской части и ареста из расчёта один день за один день, ограничения свободы — один день за два дня, исправительных работ и ограничения по военной службе — один день за три дня, а в срок обязательных работ — из расчёта один день содержания под стражей за восемь часов обязательных работ.
Время содержания лица под стражей до вступления приговора суда в законную силу и время отбытия лишения свободы, назначенного приговором суда за преступление, совершенное вне пределов Российской Федерации, в случае выдачи лица на основании статьи 13 УК РФ засчитываются из расчёта один день за один день.
При назначении осужденному, содержавшемуся под стражей до судебного разбирательства, в качестве основного вида наказания штрафа, лишения права занимать определённые должности или заниматься определённой деятельностью суд, учитывая срок содержания под стражей, смягчает назначенное наказание или полностью освобождает его от отбывания этого наказания.

### Назначение наказания наркоманам
При назначении наказания лицам, признанным больными наркоманией, основного наказания в виде штрафа, лишения права занимать определенные должности или заниматься определенной деятельностью, обязательных работ, исправительных работ или ограничения свободы суд может возложить на осужденного обязанность пройти лечение от наркомании и медицинскую и (или) социальную реабилитацию. Контроль за исполнением осужденным обязанности пройти лечение от наркомании и медицинскую и (или) социальную реабилитацию осуществляется уголовно-исполнительной инспекцией. В случае назначения наказаний, связанных с лишением свободы, такое лечение применяется по решению медицинских комиссий в обязательном порядке (ч. 3 ст. 18 УИК РФ).